# Liste des hauts-commissaires du Royaume-Uni aux Bahamas
Le Haut Commissaire du Royaume-Uni auprès des Bahamas est le plus important représentant diplomatique du Royaume-Uni auprès du Commonwealth des Bahamas.
Depuis l'indépendance des Bahamas en 1973 jusqu'en 2005, il y avait des hauts-commissaires résidents aux Bahamas, mais le 6 juin 2005, le haut-commissariat à Nassau a été fermé et la responsabilité des Bahamas a été assumée par le haut-commissariat britannique à Kingston, en Jamaïque. Cependant, le haut-commissariat à Nassau doit rouvrir ses portes en 2019 avec un haut-commissaire résident.

## Liste des chefs de mission

### Hauts-commissaires aux Bahamas
- 1973–1975: Charles Treadwell[3]
- 1973–1978: Peter Mennell[4]
- 1978–1981: John Duncan[5]
- 1981–1983: Achilles Papadopoulos[6]
- 1983–1986: Peter Heap[7]
- 1986–1991: Colin Mays[8]
- 1991–1992: Michael Gore[9]
- 1992–1996: Brian Attewell[10]
- 1996–1999: Peter Young[11],[12]
- 1999–2003: Peter Heigl[13]
- 2003–2005: Roderick Gemmell[13]
- 2005–2009: Jeremy Cresswell (non-résident)
- 2010–2013: Howard Drake (non-résident)
- 2013–2017: David Fitton (non-resident)[14]
- 2017–2019: Asif Ahmad (non-résident)
- août 2019-2022: Sarah Dickson[15]
- 2022–présent: Thomas Hartley[16]